# Litoria cyclorhyncha
Litoria cyclorhyncha é uma rela da família Hylidae presente na Austrália. É similar em aparência a Litoria moorei, possuindo manchas verdes-escuras ou castanhas pontilhadas de bronze ou dourado no dorso. Pode ser diferenciada pelas numerosas manchas amarelas nas partes mediais de seus membros traseiros. Machos chegam a medir 65 milímetros, e fêmeas até 85 mm. Os pés não possuem membranas interdigitais, possuindo discos nos dedos.
É endêmica do sudoeste da Austrália, sendo uma das quatro espécies do gênero encontrada naquela região. Ocorre nas áreas costeiras do sul, preferindo águas permanentes e afloramentos graníticos, mas pode ser encontrada em represas utilizadas para irrigação. Foi também registrada nas ilha Middle, no arquipélado Recherche, e no rochedo Coragina. Seus habitats naturais são rios, pantânos, lagos e brejos. Está amençada pela perda do habitat, embora seja considerada fora de perigo pela IUCN.